# 舟入 (広島市)
舟入（ふないり）は、広島市中区に位置する地区である。この項目では「河原町」についても記述する。

## 歴史
- 舟入地区は、南側に隣接する中区江波地区がまだ島だったころ、江波への玄関口として栄えた。
- 江戸時代ごろから、江波地区との間にかけて干拓・埋め立てが進み、江波と舟入の間は明治時代頃に繋がった。
- 1943年 隣接の広島市江波町の造成埋立地に三菱重工広島造船所江波工場が操業を開始。造船所の通勤輸送力を強化を目的に、軍の要請により広島電鉄江波線が土橋電停から舟入本町電停まで開通した。1945年に舟入南町まで開通し現在のルートの原形が出来た。
- 現在は、進学校の広島市立舟入高等学校や野球の名門校広島県立広島商業高等学校が立地し、広島の中心地紙屋町・八丁堀に近く、また広島電鉄江波線や複数のバス路線があるなど利便性の良さから住宅・マンションが多くなってきている。

## 地名の由来

### 舟入
- 江戸時代に舟入の対岸（現在の中区住吉町あたり）を藩の船が出入りしていたことから「船入(ふないり)」と呼ばれ、のちに「舟入」と記されるようになったことが由来である。

### 神崎（かんざき）
- 現在、町名にはないが、広島市立神崎小学校の周辺は地元で「神崎（かんざき）」と呼ばれている。舟入中町と中島町を結ぶ「中島神崎橋」などに「神崎」の名がついている。
- 神崎の由来は対岸の南側に住吉神社があることから、「神の崎」がなまって「神崎」になった、など諸説がある。

### 河原町
- 河原町界隈では「瓦職人が住んでいた」、「瓦を作っていた」ところから瓦町であったものが、字が変わって河原町になったことが由来である。

## 現在の町名
- 舟入町（ふないりまち）
- 舟入中町（ふないりなかまち）
- 舟入本町（ふないりほんまち）
- 舟入幸町（ふないりさいわいちょう）
- 西川口町（にしかわぐちちょう）　※1
- 舟入川口町（ふないりかわぐちちょう）
- 舟入南1〜6丁目（ふないりみなみ）　※2

- ※1「西川口町」には「舟入」がつかない。舟入川口町の西側という位置付けになっている。

## 通学地区
- 舟入地区全域が（河原町、西川口町を含む）広島市立江波中学校である。

## 公共施設
- 広島中央警察署舟入本町交番（舟入本町） - 舟入地区一帯を管轄する。
- 広島市中消防署江波出張所 - 「江波出張所」であるが住所は舟入である。住居表示施行前は江波であった。2015年3月に建て替えられ、新庁舎となった。
- 舟入公民館（舟入川口町）
- 舟入児童館（舟入幸町）

## 医療機関
- 広島市立舟入市民病院（舟入幸町）
- シムラ病院（舟入町）
- 浜脇整形外科リハビリセンター（舟入中町）

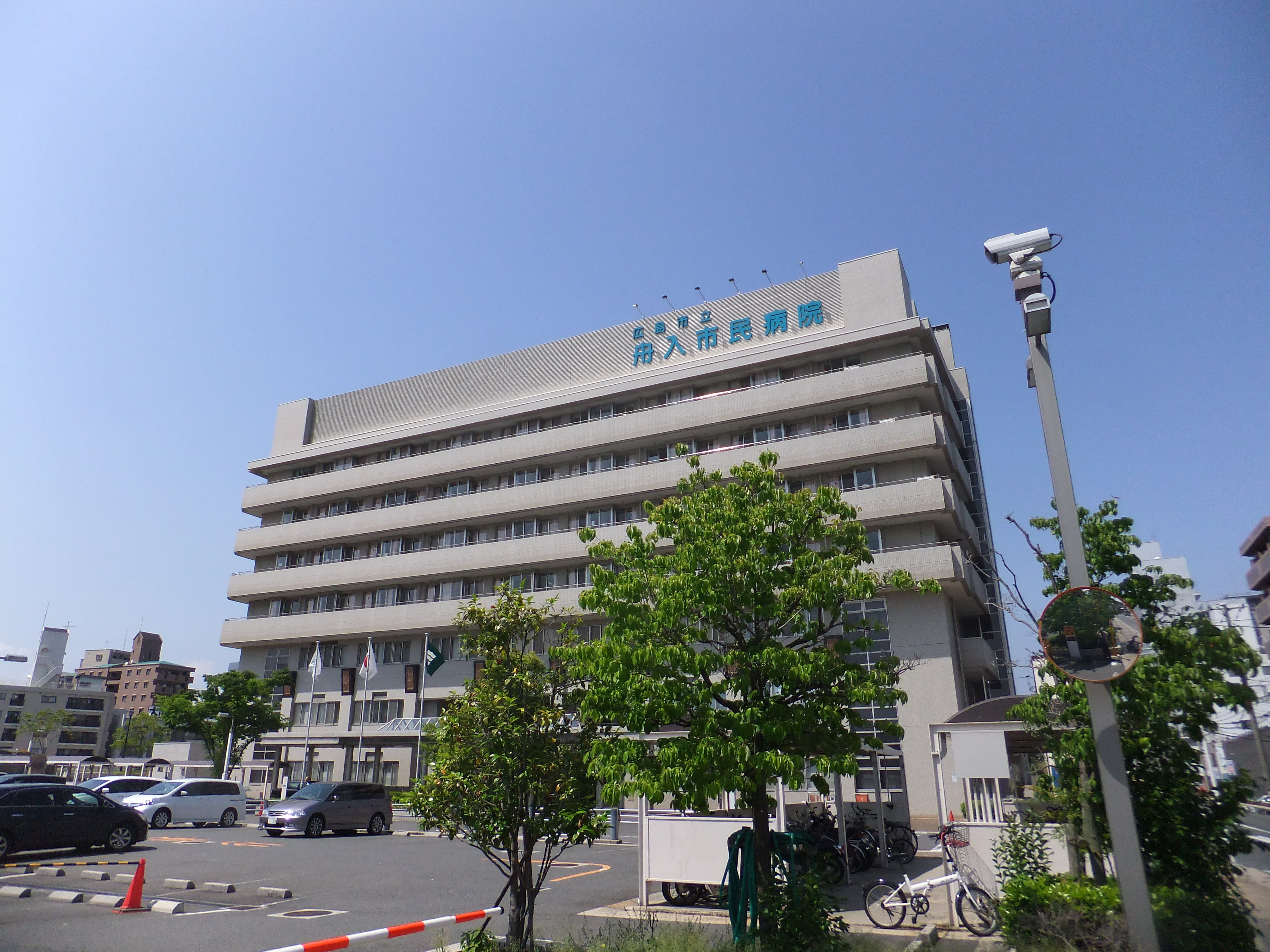
広島市立舟入市民病院

## 学校
- 広島市立舟入高等学校（舟入南1丁目） - 広島市内の中でも屈指の進学校である。1921年創立。2021年で100周年を迎えた伝統校。
- 広島県立広島商業高等学校（舟入南6丁目） - 高校野球で甲子園出場が多いことで知られ、通称「広商・ひろしょう」の名で親しまれている。元々、住所が江波であったが、住居表示実施に伴う町名変更により舟入に変更された経緯をもつ。校歌に「江波」の名がある。
- 広島市立神崎小学校（舟入中町）
- 広島市立舟入小学校(舟入南2丁目）

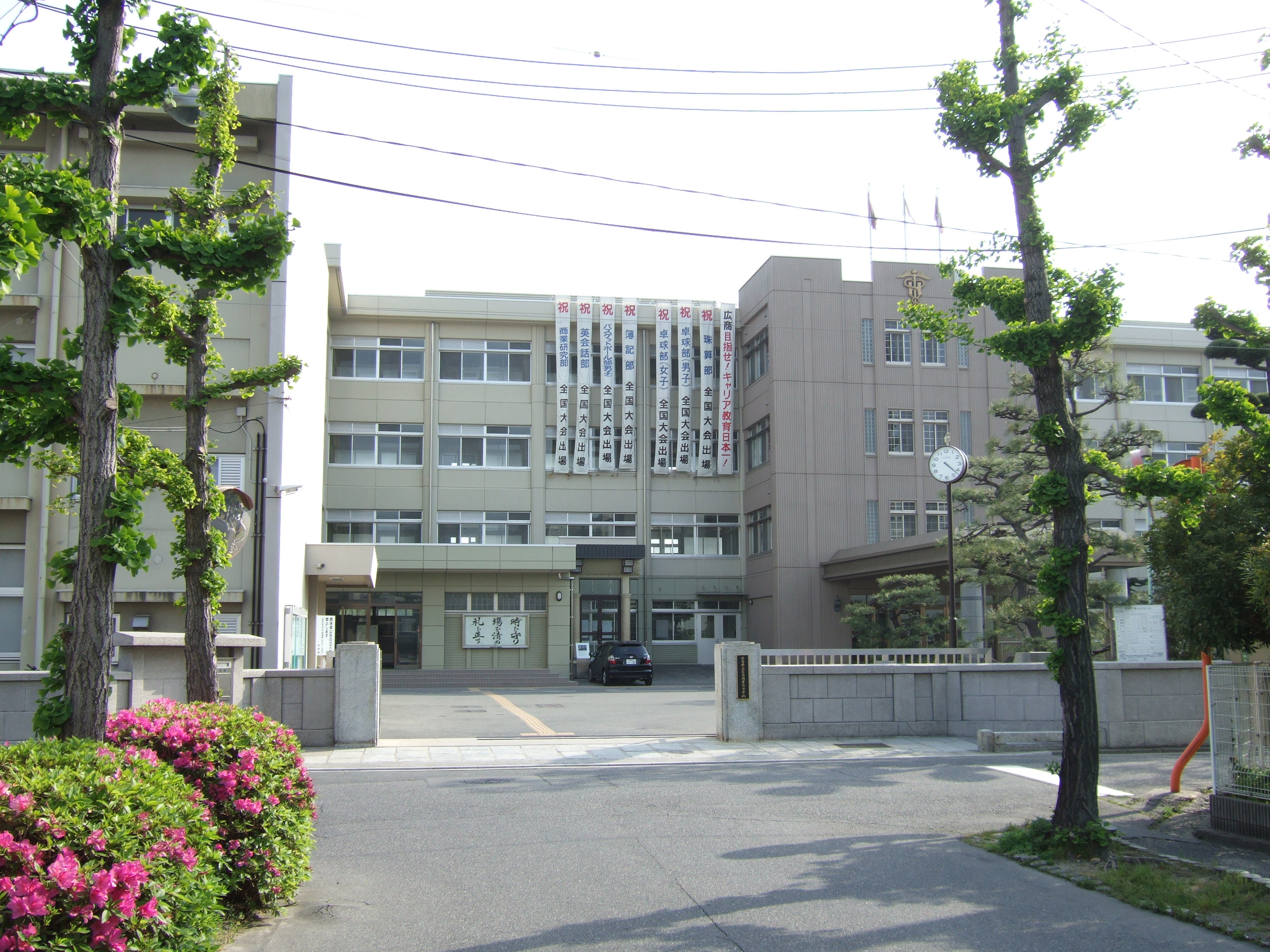
県立広島商業高等学校
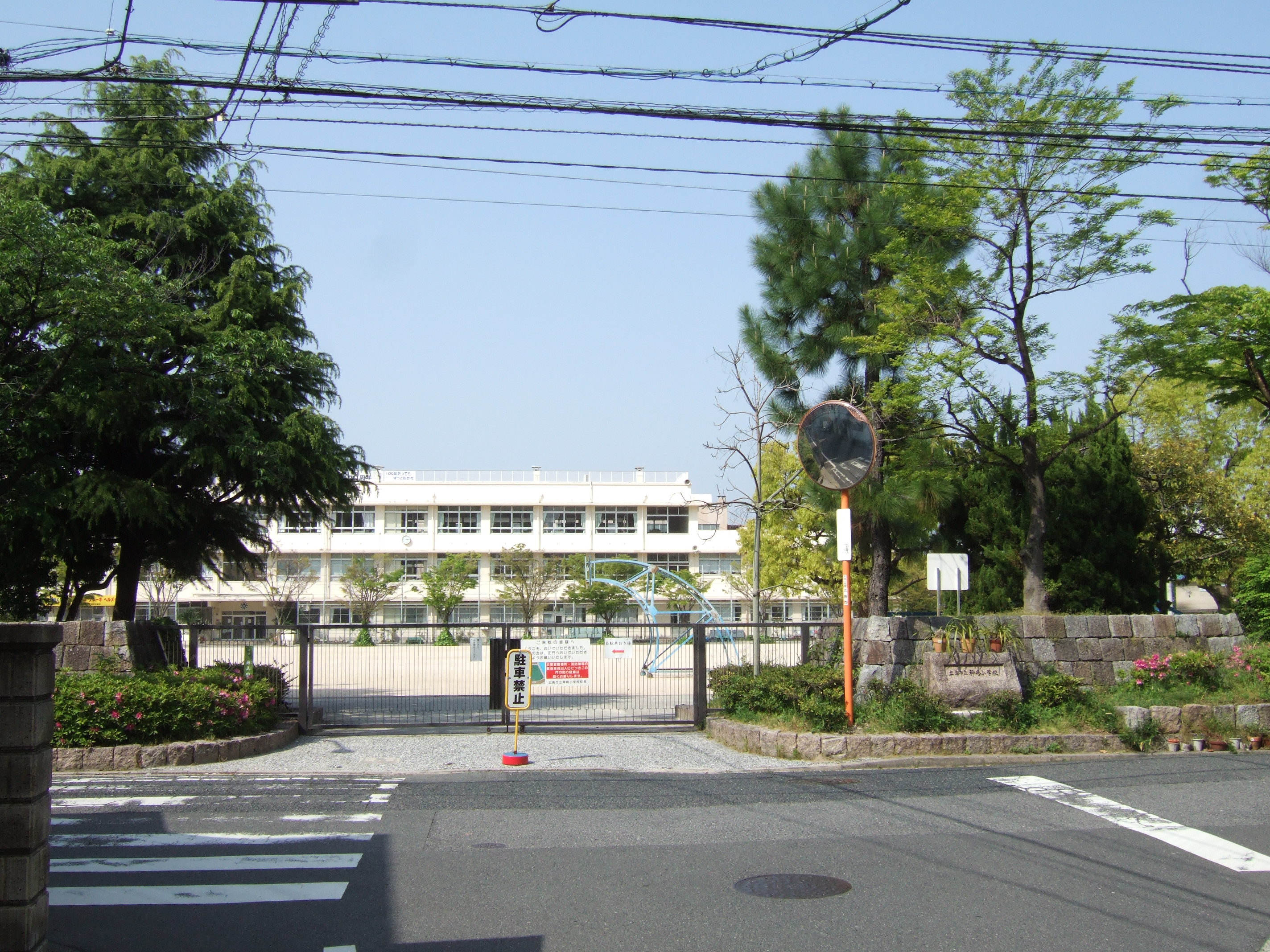
市立神崎小学校
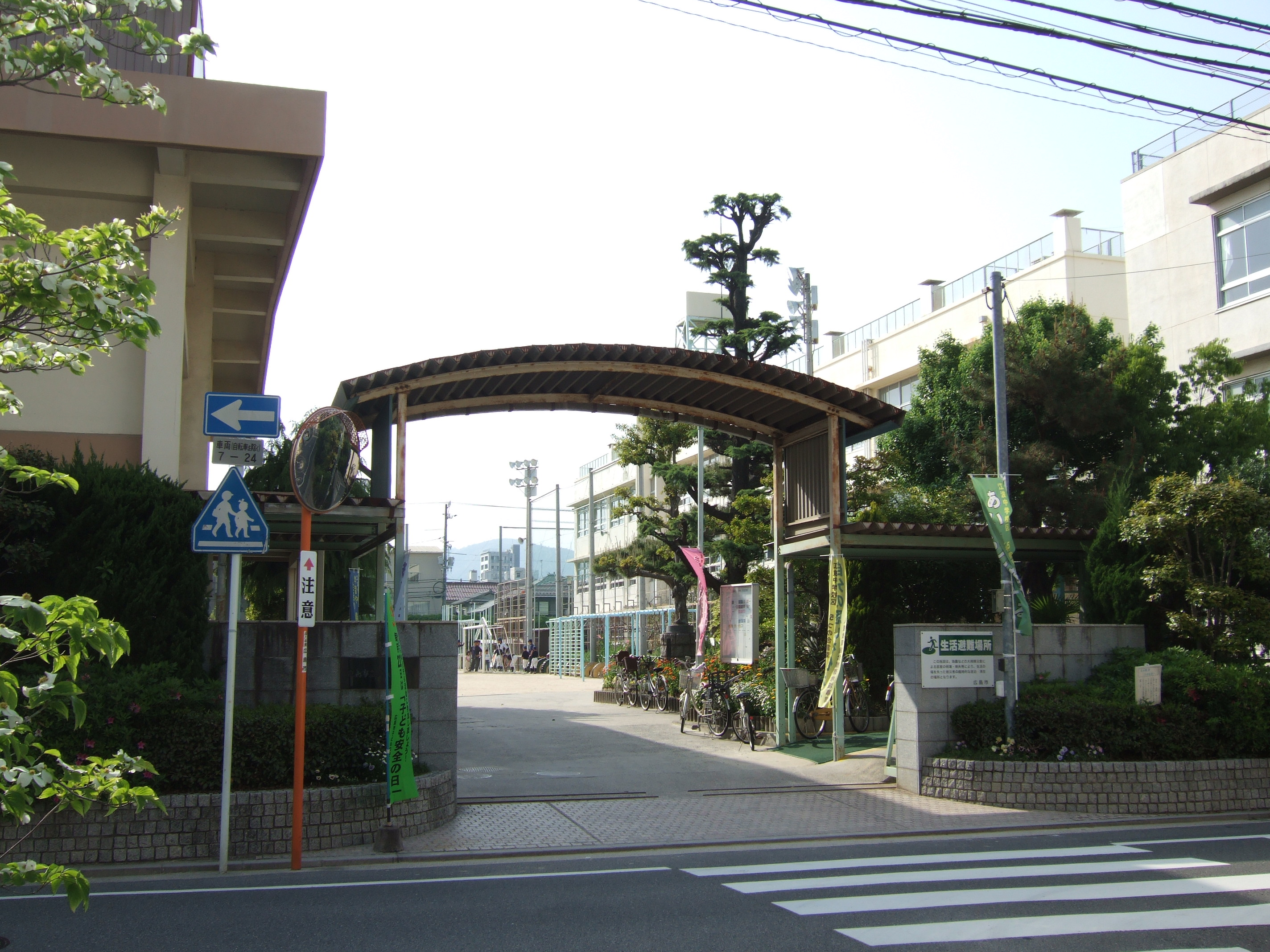
市立舟入小学校

## 公園
- 舟入公園
- 舟入第一公園
- 舟入第二公園
- 舟入第三公園
- 舟入第四公園
- 舟入第五公園
- 舟入第六公園
- 舟入東公園
- 河原町公園

## 交通

### 路面電車
- 広島電鉄 広島電鉄江波線：（江波方面） - 舟入南 - 舟入川口町 - 舟入幸町 - 舟入本町 - 舟入町 - （土橋方面）
  - 6号線：江波 -  舟入南 - 舟入川口町 - 舟入幸町 - 舟入本町 - 舟入町 - 土橋・十日市町・紙屋町・八丁堀・広島駅方面
  - 8号線：江波 -  舟入南 - 舟入川口町 - 舟入幸町 - 舟入本町 - 舟入町 - 土橋・十日市町・横川駅方面

### 路線バス
- 広電バス[1] 6号線
  - （江波三菱前・江波営業所方面） - 舟入南 - 舟入小学校入口 - 舟入川口町 - 舟入幸町[2] - 舟入本町[2] - （加古町・市役所前・本通り・八丁堀・白島町・牛田方面）
  - （江波三菱前方面・かきうち通り経由）← 舟入南4丁目 ← 舟入南1丁目 ← 舟入幸町[3] ← 新住吉橋 ← （加古町・市役所前・本通り・八丁堀・白島町・牛田方面）
- 広電バス 3号線
  - （マリーナホップ・観音・旭橋入口方面） - 新観音橋東 - 舟入本町[2] - （加古町・市役所前・紙屋町・八丁堀・広島駅方面）
- 広電バス 54,55号 西広島バイパス線（郊外線 市役所経由）
  - （古江・旭橋入口方面） - 新観音橋東 - 舟入本町[4] - （加古町・市役所前・広島バスセンター方面）
- 広島バス[5] 50号 東西線
  - （アルパーク・庚午住宅入口・観音新町2丁目方面） - 広商入口 - 舟入南 - （吉島西 - 日赤病院前・平塚町・広島駅方面）
- 広島バス 25号 草津線
  - （アルパーク・庚午住宅入口・己斐方面 - 緑大橋西詰） - 河原町 - （平和記念公園 - 紙屋町・八丁堀・広島駅方面）

## 道路
- 国道2号線
  - 新観音橋、新住吉橋
- 市道吉島観音線
  - 南観音橋、舟入橋
- 市道霞庚午線
  - 昭和大橋、吉島橋
- 市道横川江波線
- 住吉橋
- 観音橋（廃橋）

## 店舗
- 家電量販店
  - エディオン舟入店（舟入南4丁目） - (旧デオデオ舟入店)

- ホームセンター
  - DCMダイキ舟入店（舟入南1丁目）

- スーパーマーケット
  - マックスバリュエクスプレス舟入南店（舟入南3丁目）
  - マルシン舟入店（舟入中町）
  - マルシェー舟入店（舟入幸町）
  - フレスタ舟入店（舟入幸町）
  - 新鮮市場ふないり（舟入川口町） - リアル舟入店内に併設。
  - 舟入市場（舟入町） - JA三次きん菜館、魚屋「シンユウ」

- ドラッグストア
  - ウォンツ舟入本町店（舟入本町）
  - ウォンツ舟入市民病院前店（舟入本町）
  - ウォンツ舟入町店（舟入町）

　ほか
- 飲食店
  - ジョイフル舟入店（舟入川口町）
  - ファミリーレストラン・ココス舟入店（舟入南3丁目）
  - ジョリーパスタ（舟入南6丁目）
  - スシロー舟入店（西川口町）
  - 食辛房舟入店（西川口町）
  - 居酒屋八剣伝舟入平和大通り店（河原町）

- 金融機関
  - 広島舟入町郵便局（舟入町）
  - 広島舟入川口郵便局（舟入川口町）
  - 広島舟入南郵便局（舟入南5丁目）
  - 広島銀行舟入支店（舟入中町）
  - もみじ銀行堺町支店平和通出張所（河原町）
  - もみじ銀行舟入支店（舟入川口町）
  - 中国銀行広島西支店（舟入中町） - 旧称広島舟入支店。2014年2月、建て替えを機に改称。
  - 広島信用金庫舟入支店（舟入本町）
  - 広島信用金庫江波支店（舟入南6丁目） - 「江波支店」であるが住所は舟入である。住居表示施行前は江波であった。
  - 広島県信用組合舟入支店（舟入本町）

- その他
  - ミスターカラオケ（舟入南4丁目） - カラオケ店
  - イエローハット（舟入南4丁目）
  - ダイソー舟入店（舟入幸町） - ダイソー
  - リアル舟入店（舟入川口町） - ディスカウントストア。

## 宗教施設
- 舟入神社（舟入南6丁目） - 被爆建物である。
- 日本バプテスト広島キリスト教会（舟入町）

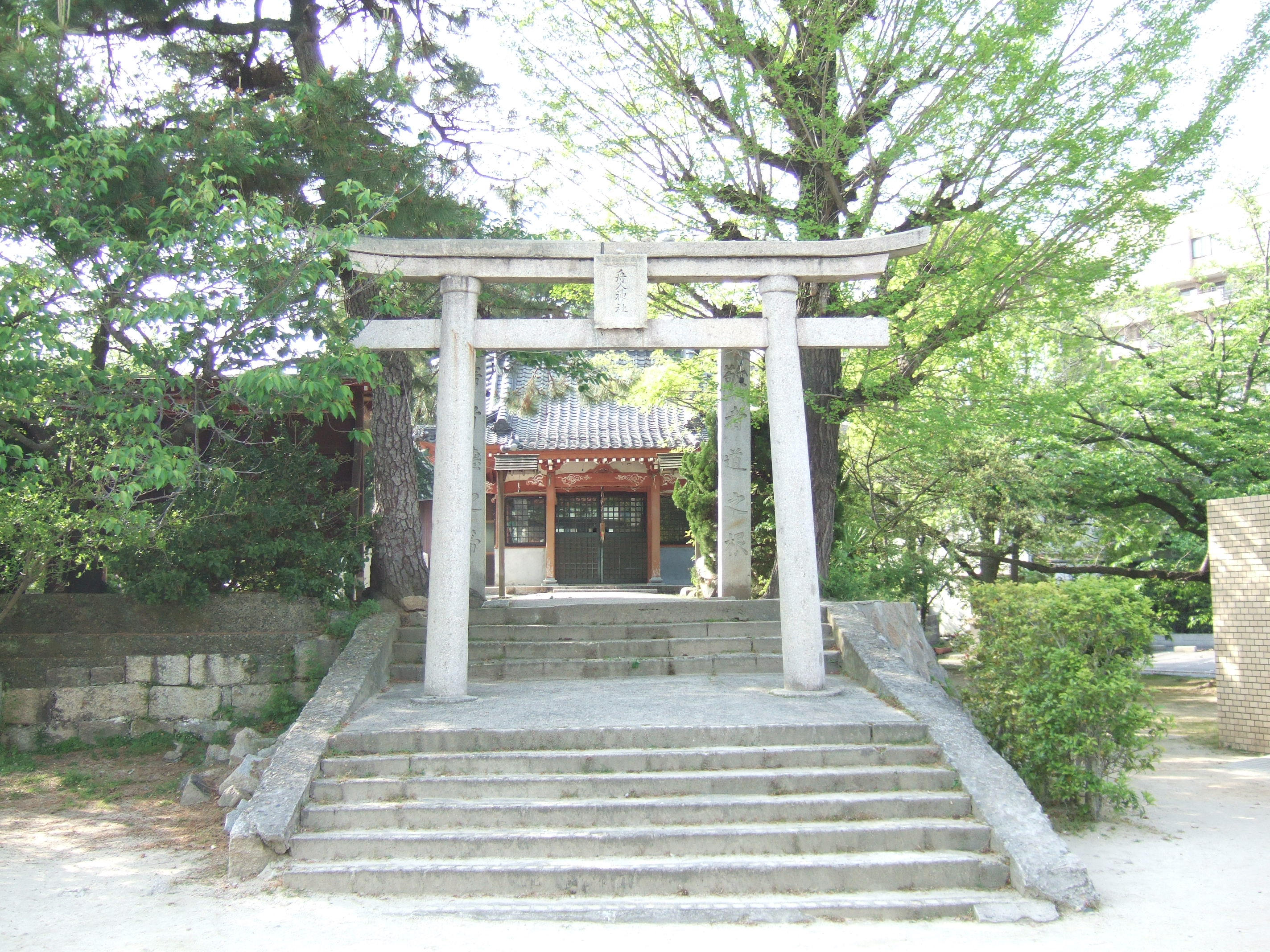
舟入神社参道入口
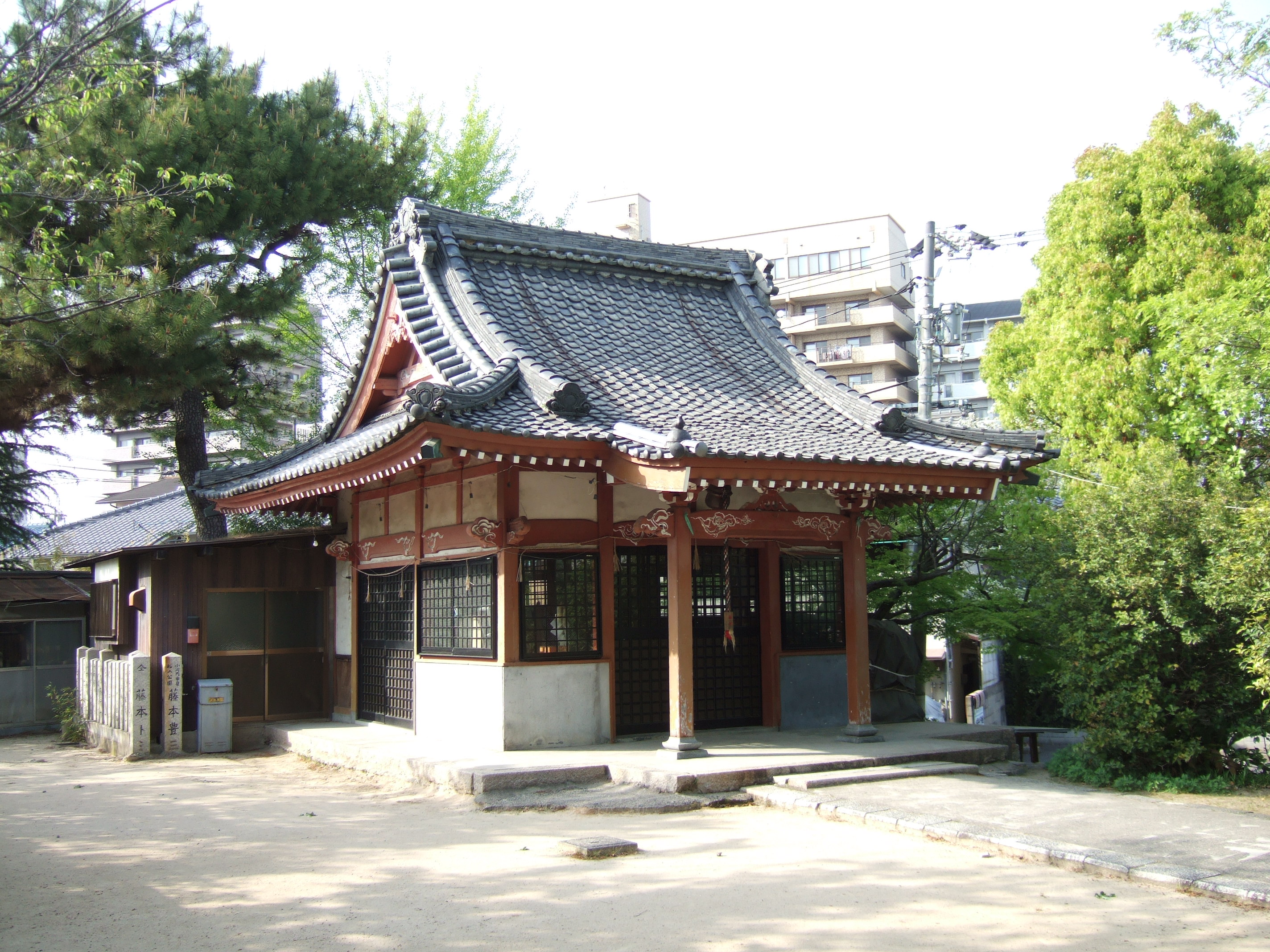
舟入神社拝殿

## 出身有名人
- 中沢啓治（漫画家）- 舟入本町出身。
- ハヤフサヒデト（俳優・映画監督）

### ゆかりのある人物
- 古川正彦（藝備鉄道取締役、地主・家主、醤油醸造業、古川久吉の養子、男爵・毛利祥久の五男） - 住所が舟入幸町[6]。